# Juan Antonio Esplá
Juan Antonio Esplá Mateo (Alicante,  29 de septiembre de 1960) es un torero español y hermano del también diestro Luis Francisco Esplá.  
Procedente de familia taurina, su padre había sido novillero y era ganadero y tenía una escuela taurina. Pronto siguió los pasos de su hermano mayor Luis Francisco Esplá y siguió la carrera de matador de toros. Participa en un festival taurino en 1974 con solo 14 años, y dos años más tarde debuta con caballos como novillero. Toma la alternativa el 3 de septiembre de 1978, de manos de su hermano y con José Luis Palomar como testigo en la plaza de Palma de Mallorca. Confirmará su alternativa el 1 de agosto de 1982 siendo su padrino José Fuentes y Luis Reina testigo. Sin ser una de las máximas figuras del torero ha cosechado grandes éxitos en diversas ferias a largo de su carrera.